# Spatiabilisation
La spatiabilisation, dans le domaine de l'astronautique, désigne l'action de spatiabiliser, c’est-à-dire de rendre un matériel apte à supporter les conditions de lancement et d'environnement spatial, telles que les vibrations, les variations de température, le vide, ou le rayonnement cosmique.
Pour éviter toute ambiguïté, il est déconseillé d'utiliser le terme « spatialiser » dans le sens de spatiabiliser.
Le terme correspondant en anglais est space-rating.

## Référence
Droit français : arrêté du 20 février 1995 relatif à la terminologie des sciences et techniques spatiales.